# エアマンシップ

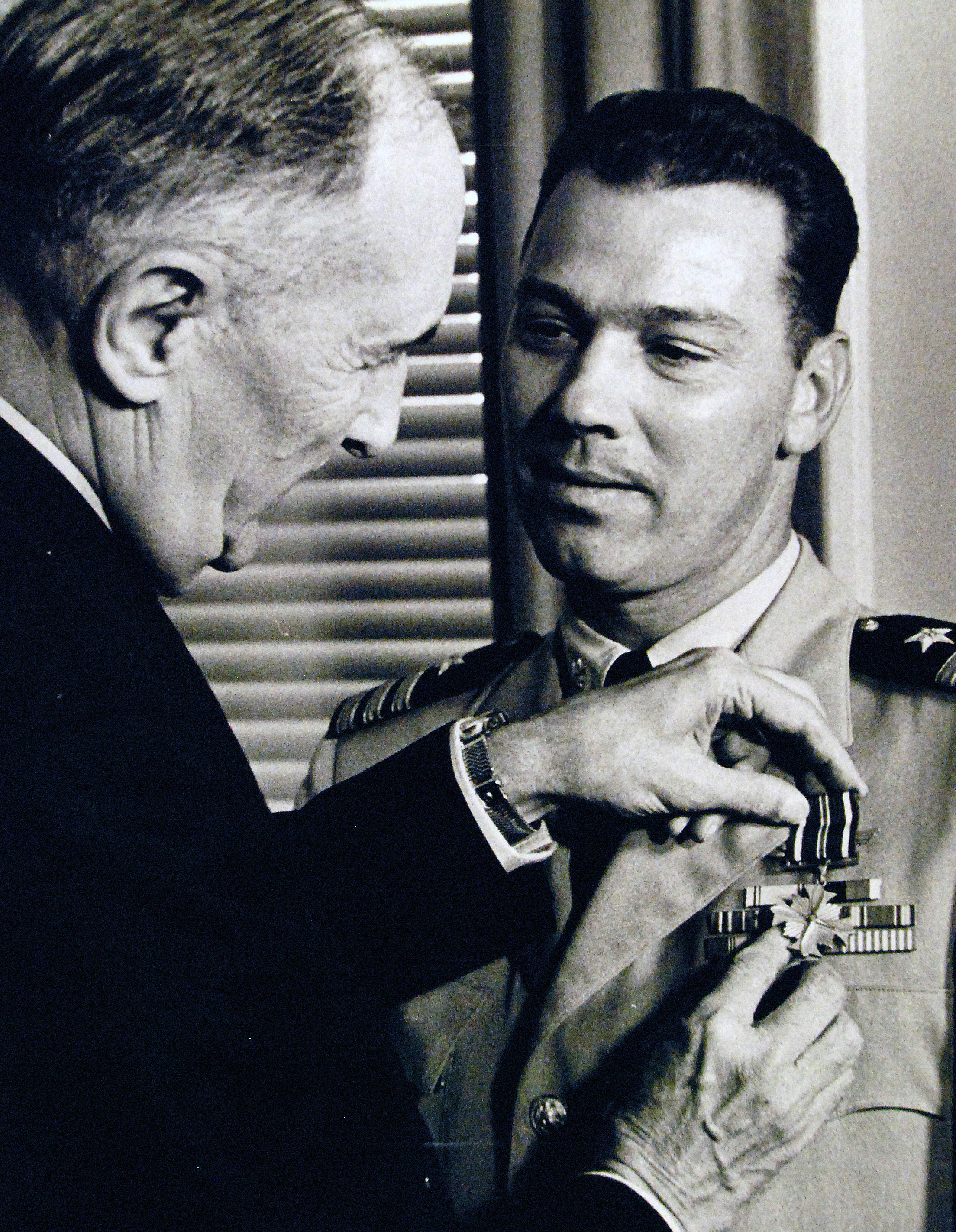
殊勲飛行十字章を受章するジョン・F・デイビス

エアマンシップ（英語: Airmanship）は、海上航法におけるシーマンシップと同様に、航空航法に適用されるスキルと知識である。エアマンシップは、パイロットの望ましい行動と能力の広い範囲までが含まれる。これは、単にスキルや技術を示すものではなく、航空機、操縦環境、および自身の能力に対するパイロットの意識をも示す 。

## 定義
エアマンシップは、アメリカ連邦航空局によって次のように定義されている。
- 飛行の原理を熟知していること
- 地上と空中の両方で有能かつ正確に飛行機を操作する能力
- 安全で効率的な最適な運航を行う健全な判断の行使。

NATO Research and Training Symposium on Military Aviation Human Factorsで発表された総括書では、エアマンシップを「乗務員が健全な判断力を発揮し、妥協のない飛行規律を示し、航空機と状況を巧みにコントロールすることができる個人的な状態であり、継続的な自己改善と、常に最高のパフォーマンスを発揮しようとする意欲によって維持される」と定義している。現代の学術的な定義と業界の定義を組み合わせると、エアマンシップとは、航空機を巧みに制御し、飛行に関する適切な判断を下すことを含む多次元的な概念であり、飛行規律と密接に関連しているとみなされる。

## 基本原則
エキスパートなエアマンシップの3つの基本原則は、技術、熟練度、それらを安全かつ効率的に適用するための規律である。規律はエアマンシップの基盤である。複雑な航空環境では、堅実なエアマンシップの基盤と、パイロットエラーに対抗するための健全で前向きなアプローチが必要とされる。
ユナイテッド航空232便不時着事故における、アルフレッド・C・ヘインズ機長以下クルーの行動は、優れたエアマンシップの模範としてしばしば引きあいに出される。彼らは、1989年7月のフライトでエンジン故障によりすべての油圧操縦系統機能が喪失したマクドネル・ダグラス DC-10の制御を維持し、アイオワ州スーシティで生還可能な「制御された墜落」をもたらした。稼動中の2つのエンジンの推力差を利用して、その場で即興的に制御方法を編み出したのである。ヘインズ機長は、彼のクルー・リソース・マネジメントトレーニングが自分や多くの人々の命を救った重要な要因のひとつであると語っている。
米国国家運輸安全委員会（NTSB）は、多くの場合パイロットエラーを暗に示すものであるが、航空事故の原因究明でエアマンシップの悪さを挙げることがある。たとえば、1993年12月1日のノースウエスト・エアリンク5719便墜落事故に関する報告では、NTSBは、「会社の経営陣が、以前に判明した飛行技術の欠陥に適切に対処しなかった」ことが一因であると判断した。ニューヨーク・ヤンキースの投手コリー・ライドルが死亡した2006年ニューヨーク小型機衝突事故では、NTSBはその推定原因の決定において「不十分な判断、計画、およびエアマンシップ」に言及した。 
「エアマンシップの失敗」は、2004年にアフガニスタンで起きたF-16によるカナダ兵誤射事件を調査したモーリス・バリルも言及している（パイロットが500ポンド（230kg）のレーザー誘導爆弾を夜間中訓練中のカナダ軍に誤って発射し、4人が死亡した）。エアマンシップは、航空機とそのすべてのシステムの運用を対象とするため、戦闘機の兵器システムもこれに含まれる。

## 航空自衛隊
航空自衛隊においては、草創期の1963年（昭和38年）当時の基本教育教範『航空自衛隊用語集』で、エアマンシップ（airmanship）は、次のように説明された。
- 航空人として具備すべき技倆および精神的資質をいう。

1984年（昭和59年）に至り、当時の航空幕僚長である森繁弘が、連合幹部会機関誌『翼』誌上に｢無形の金字塔｣と題した記事を発表し、エアマンシップを｢一口に言えば航空魂｣として、次の3点の徳目を挙げた。
1. 迅速機敏
2. 積極進取
3. 柔軟多様

この3項目は、｢先輩が言っていたこと｣を森が明確にしたもので、この時点までに明文化されたものではなかった。ただし、｢積極進取｣は、陸軍航空士官学校の『陸軍航空士官学校生徒心得綱領』で示された9項目の徳目のうちの一つでもある。
さらに森は、翌1985年（昭和60年）の『偕行』1月号誌上に、｢無形の金字塔｣からエアマンシップに関する部分を引用した上で、次のように決意を示した。
こうした森の提案を契機として、以後、航空自衛隊におけるエアマンシップの研究が開始され、1987年（昭和62年）までに英語弁論大会の課題になる等した。